# Trachythecium verrucosum
Trachythecium verrucosum là một loài Rêu trong họ Hypnaceae. Loài này được (A. Jaeger) M. Fleisch. miêu tả khoa học đầu tiên năm 1923.